# Forêt de Vizzavona
La forêt de Vizzavona est un massif forestier du centre de la Corse. Elle se situe sur la commune de Vivario, dans le département de la Haute-Corse. Elle est la propriété de la Collectivité territoriale de Corse.

## Géographie

### Localisation

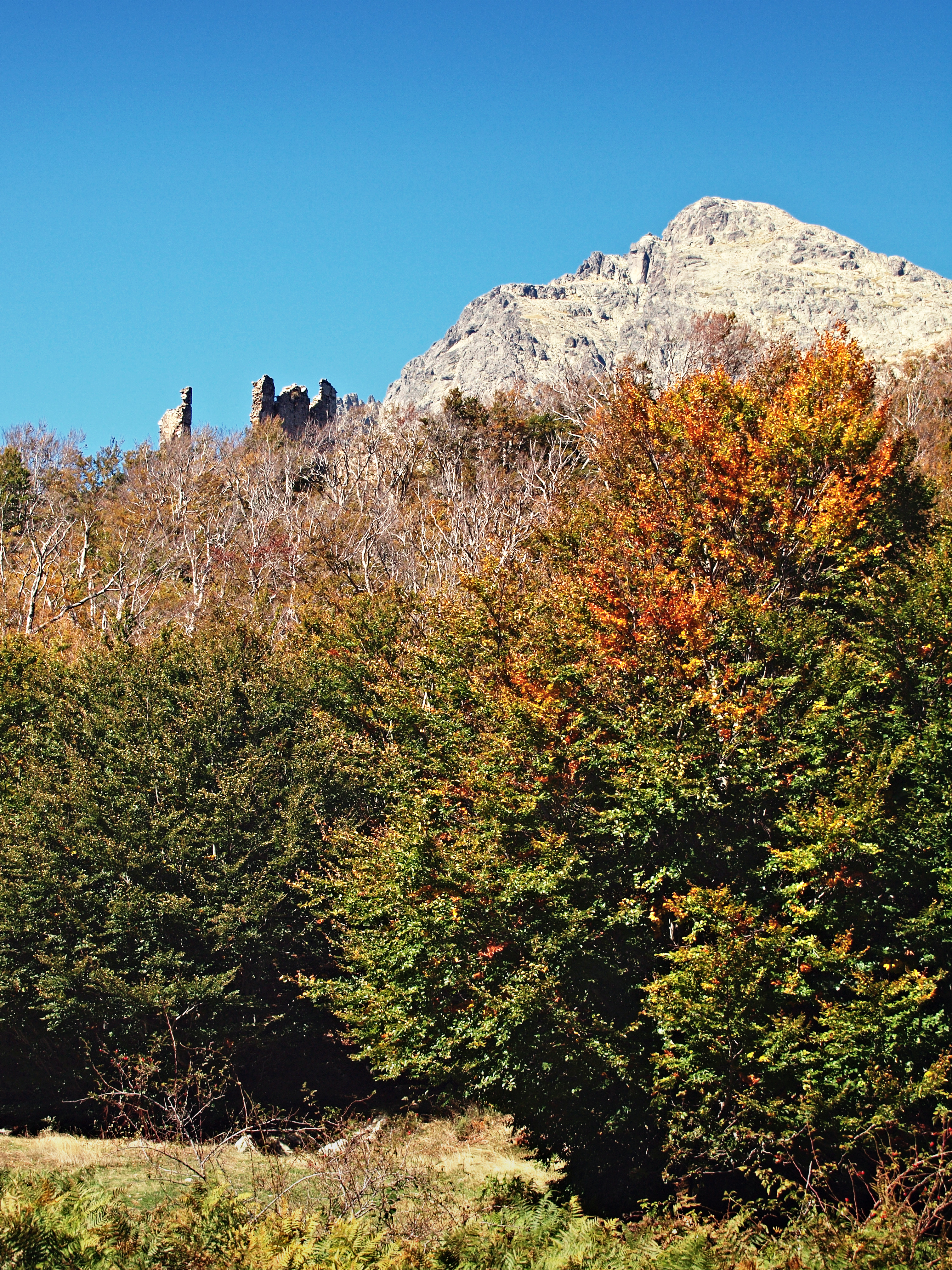
Ruines du fort de Vaux au col de Vizzavona.

La forêt de Vizzavona occupe la partie Sud-Ouest de la commune de Vivario, à l'entrée du « territoire de vie » Centre Corse (Centru di Corsica) du parc naturel régional de Corse. C'est une forêt territoriale de 1 634 hectares qui est située entièrement sur le territoire de la commune de Vivario.
Elle est adossée à l'est du massif montagneux du Monte d'Oro et, au sud, aux flancs de la Punta dell'Oriente, plus haut sommet (2 112 m) du massif forestier « à cheval » sur Bocognano, Ghisoni et Vivario. Punta dell'Oriente fait partie d'une chaîne montagneuse du massif du Renoso, (2 352 mètres), situé plus au sud. Ses limites occidentales sont matérialisées par une ligne brisée partant de sous Punta Renosa (2 008 m) au nord jusqu'à Punta dell'Oriente au sud. Cette ligne franchit la RN 193 à près d'un kilomètre au nord-nord-est du col de Vizzavona, au lieu-dit Foce.
Ces massifs montagneux siliceux font partie de l'ensemble des grands massifs centraux de la Corse.
Au nord, elle jouxte la forêt communale de Vivario.
Au nord-est, elle voisine la forêt territoriale de Rospa-Sorba, « à cheval » sur Vivario, Noceta, Rospigliani, Vezzani et Pietroso.

### Les essences

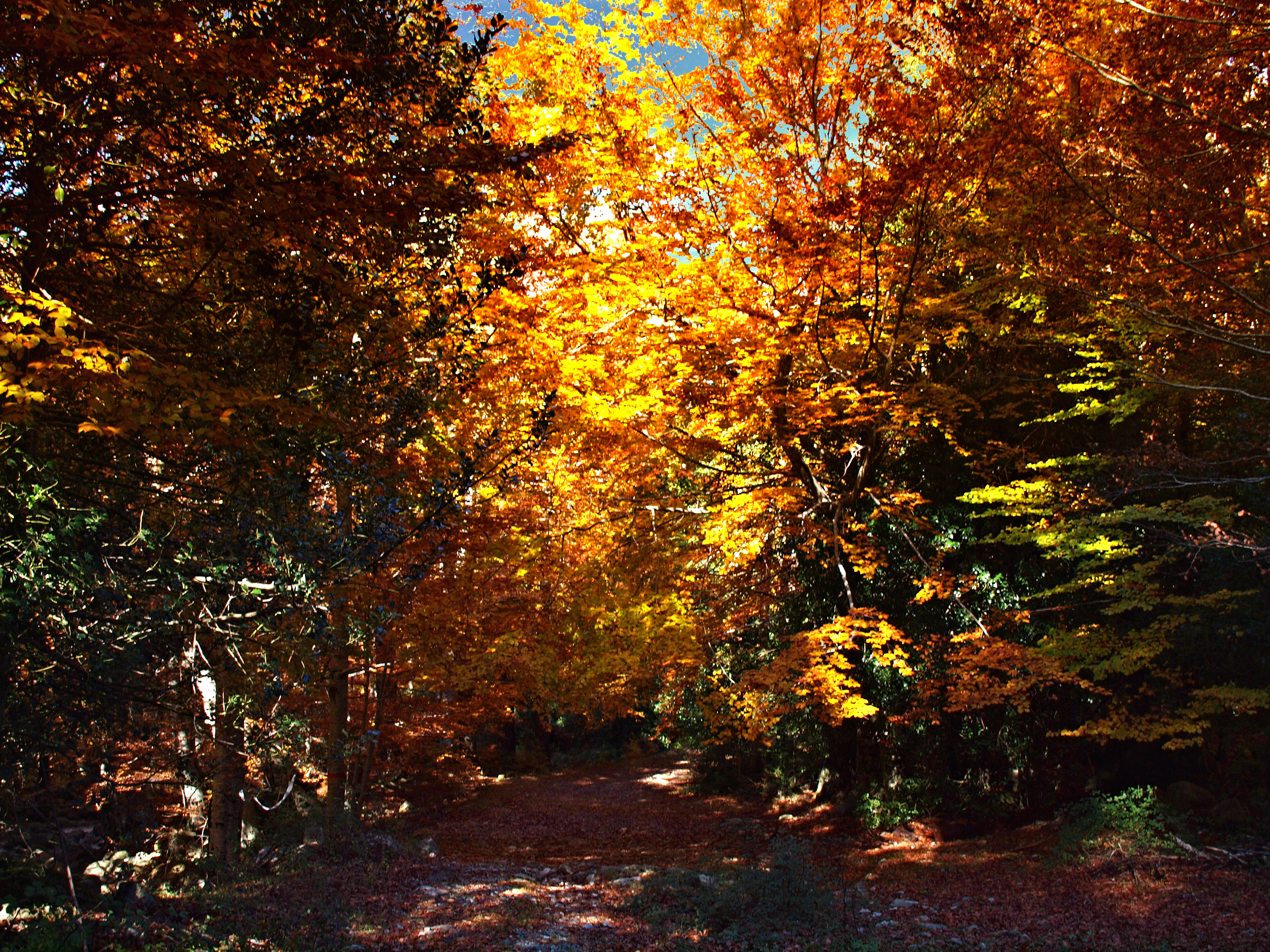
Un chemin forestier à l'automne.

Parmi les essences prépondérantes sur l'île et qui sont :
- le chêne vert (leccia en corse) : 123 500 ha
- le pin maritime (pinu) : 30 500 ha
- le châtaignier (castagnu) : 25 900 ha
- le chêne-liège (sùvara ou sùvera) : 24 800 ha
- le pin laricio (large) : 22 400 ha
- le hêtre (faiu) : 11 340 ha

deux seulement se retrouvent dans la forêt de Vizzavona, en raison de sa situation en altitude. L'occupation de la surface boisée de la forêt de Vizzavona est représentée à 60 % de pins laricio et de 20 % de hêtres, le reste étant essentiellement des houx (Ilex aquifolium) présents en sous-étage des futaies adultes de pin laricio, des aulnes odorants vers les sommets et des genévriers nains.
Les pins laricio se trouvent à l'étage inférieur, soit jusqu'à 1 000 m environ, voire beaucoup plus haut à l'ubac de la vallée du Vecchio, soit aux flancs orientaux du Monte d'Oro. Les hêtres occupent l'étage supérieur. On les rencontre en bordure de route, au-dessus de la maison forestière.

### Accès

#### Accès ferroviaire
La forêt de Vizzavona est un havre de fraîcheur recherché par les citadins de la métropole d'Ajaccio proche d'une cinquantaine de kilomètres. La gare de Vizzavona permet d'y arriver par le train.

#### Accès routier
La forêt est traversée par la route nationale 193 qui relie Ajaccio à Bastia par Corte, les deux métropoles de Corse. Une petite aire de stationnement a été aménagée à hauteur du Parc Aventure en plein cœur de la forêt, point de départ d'une piste forestière menant à la « Cascade des Anglais ».

## Histoire
La loi du 22 janvier 2002 transfère le domaine forestier privé de l'État (55 000 hectares) à la Collectivité territoriale de Corse qui en assurera la gestion conformément au code forestier. Ce transfert en pleine propriété est devenu effectif au 1er janvier 2004.
La forêt de Vizzavona est l'une de 32 forêts territoriales de l'île, anciennes forêts domaniales transférées à la CTC en 2002. Elle a été successivement une ancienne forêt Génoise, puis Royale qui fut conservée par l’État français à la suite des Transactions Blondel du 10/8/1851.

## Économie

### Gestion

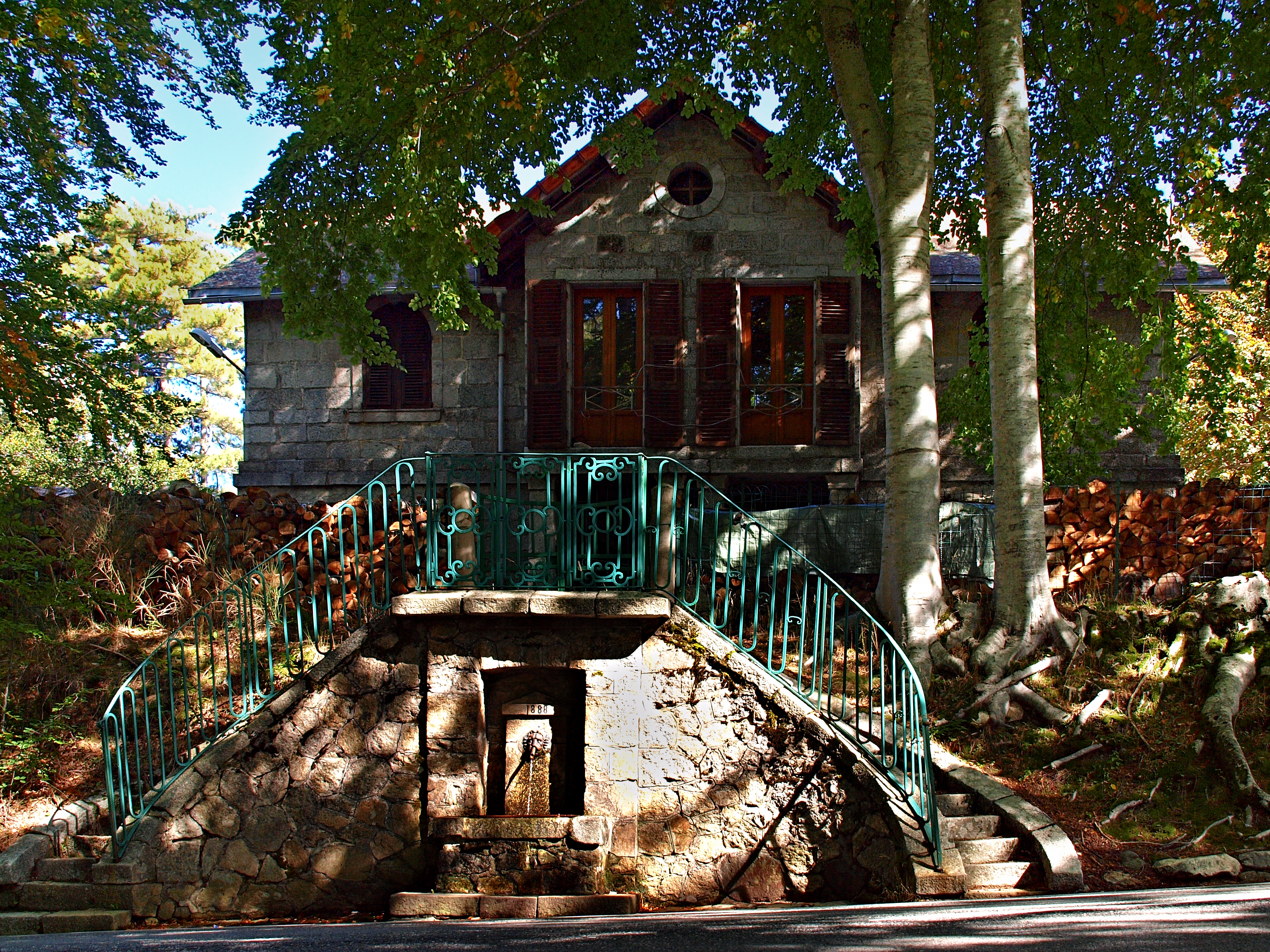
Maison forestière de Vizzavona.

Soumise au Régime forestier depuis des siècles, sa gestion fut confiée à l’administration des Eaux et Forêt puis à l’Office national des forêts.
À la suite du transfert du domaine forestier à la CTC, la délégation de service public a été confiée à l'ONF. Un contrat de 12 ans a été signé entre la CTC et l'ONF selon la règle de la régie intéressée : une partie de la rémunération est fixe, l'autre correspond à 50 % des recettes.
L’ONF et le P.N.R.C. en assurent la gestion.
La maison forestière a été construite en pierre de granite gris, située au-dessus d'une « épingle à cheveux » de la route nationale 193 - RT 20, à 985 m d'altitude. Sous l'escalier d'accès se trouve en bordure de route, la fontaine de Caracuta datée de 1888 gravée sur une pierre de la fontaine.

### Exploitation
La Corse est la plus boisée des îles de la Méditerranée (343 573 ha soit 40 % de la surface de l'île, dont 140 000 en maquis forestier. Elle est peu exploitée, les difficultés d'exploitation s'expliquant par le relief et la diversité des massifs.
« La fonction de production n’apparaît que comme une fonction économique indispensable pour protéger la forêt corse du risque incendie et lui permettre d’assurer ses fonctions environnementales et d’accueil du public ».
Les porcs élevés en liberté, nombreux il y a quelques années encore, ne se rencontrent plus sur le bord des routes ni en forêt. Ils causaient d'importants dégâts à la regénération de la forêt tout comme aux bordures de route qu'ils défonçaient.

### Danger
Les contraintes que constituent le relief et le climat méditerranéen sont à la source d’autres caractéristiques, notamment la grande sensibilité au risque incendie,
Comme toutes les forêts de résineux méditerranéennes, la forêt de Vizzavona est un site remarquable mais une zone sensible au feu. Elle a été touchée en 2007 par un grand incendie qui a démarré à Muracciole, a brûlé une grande partie de la forêt territoriale de Rospa-Sorba et qui s'est étendue à la forêt de Vizzavona, détruisant de nombreux arbres séculaires. Elle est placée en perpétuelle haute surveillance. Des panneaux en place sont là pour avertir les visiteurs et les randonneurs des dangers en forêt et en montagne.

## Urbanisme

### Vizzavona
En plein cœur de la forêt territoriale, se situe le hameau de Vizzavona, composé de quelques habitations mais principalement d'établissements hôteliers et de restauration, bâtis de l'est au sud de la gare de Vizzavona. Au début du XXe siècle, Vizzavona et sa forêt étaient très prisés des Anglais, une cascade sur le ruisseau Agnone à 1 092 m porte d'ailleurs le nom de « Cascade des Anglais ».

### Notre Dame de la Forêt

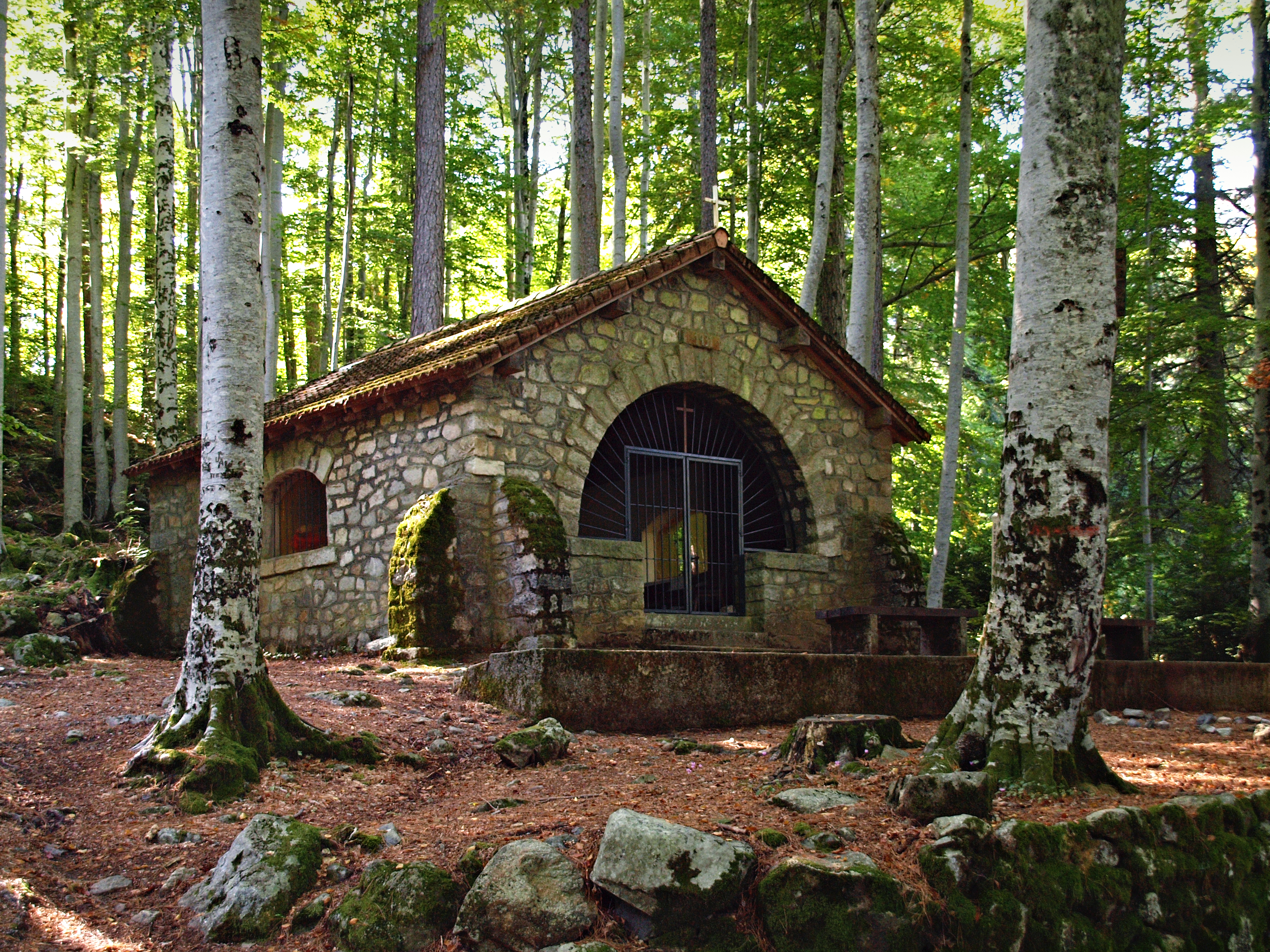
Notre Dame de la forêt.

En descendant à la gare de Vizzavona, on découvre une petite chapelle dans la forêt : Notre Dame de la Forêt (A Signora di a Furesta). Elle a été construite en 1880, en rondins avec un autel. En 1931, une nouvelle chapelle en pierre remplace l'ancienne. Des offices religieux y sont célébrées à la demande des résidents.
La confrérie des « Dames de la Miséricorde d'Ajaccio » vient y fêter Notre-Dame du Mont-Carmel tous les 16 juillet.

## Patrimoine naturel

### Site Natura 2000
Les richesses floristiques et faunistiques du Monte d'Oro et de la forêt de Vizzavona ont conduit à son classement en site Natura 2000. Ce Site d’Intérêt Communautaire est appelé « FR9400579 - MONTE D'ORO / VIZZAVONA ». Toutefois la zone ne concerne que 9,4 % de la forêt territoriale de Vizzavona.

### Faune et flore

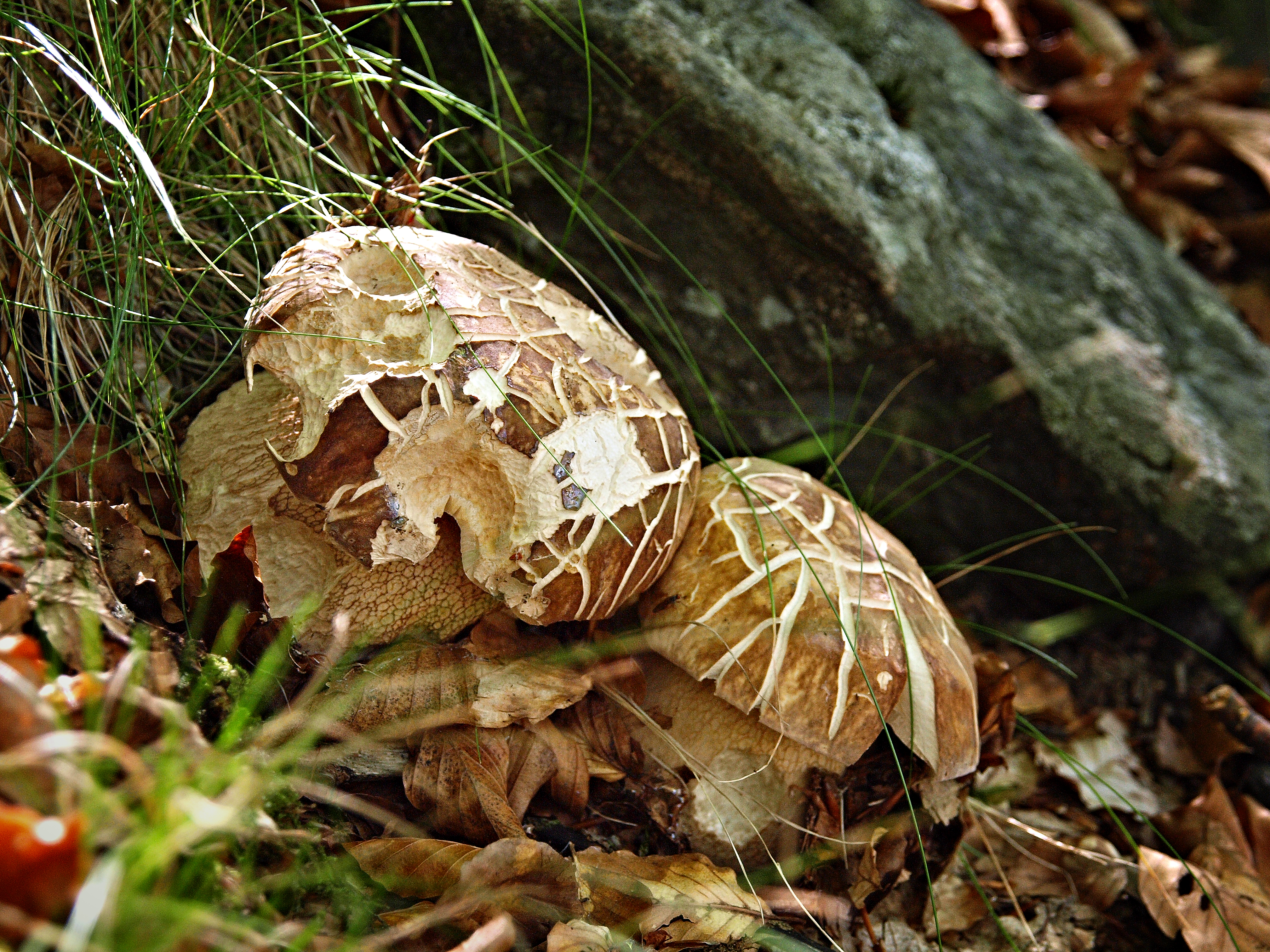
Cèpes réticulés.

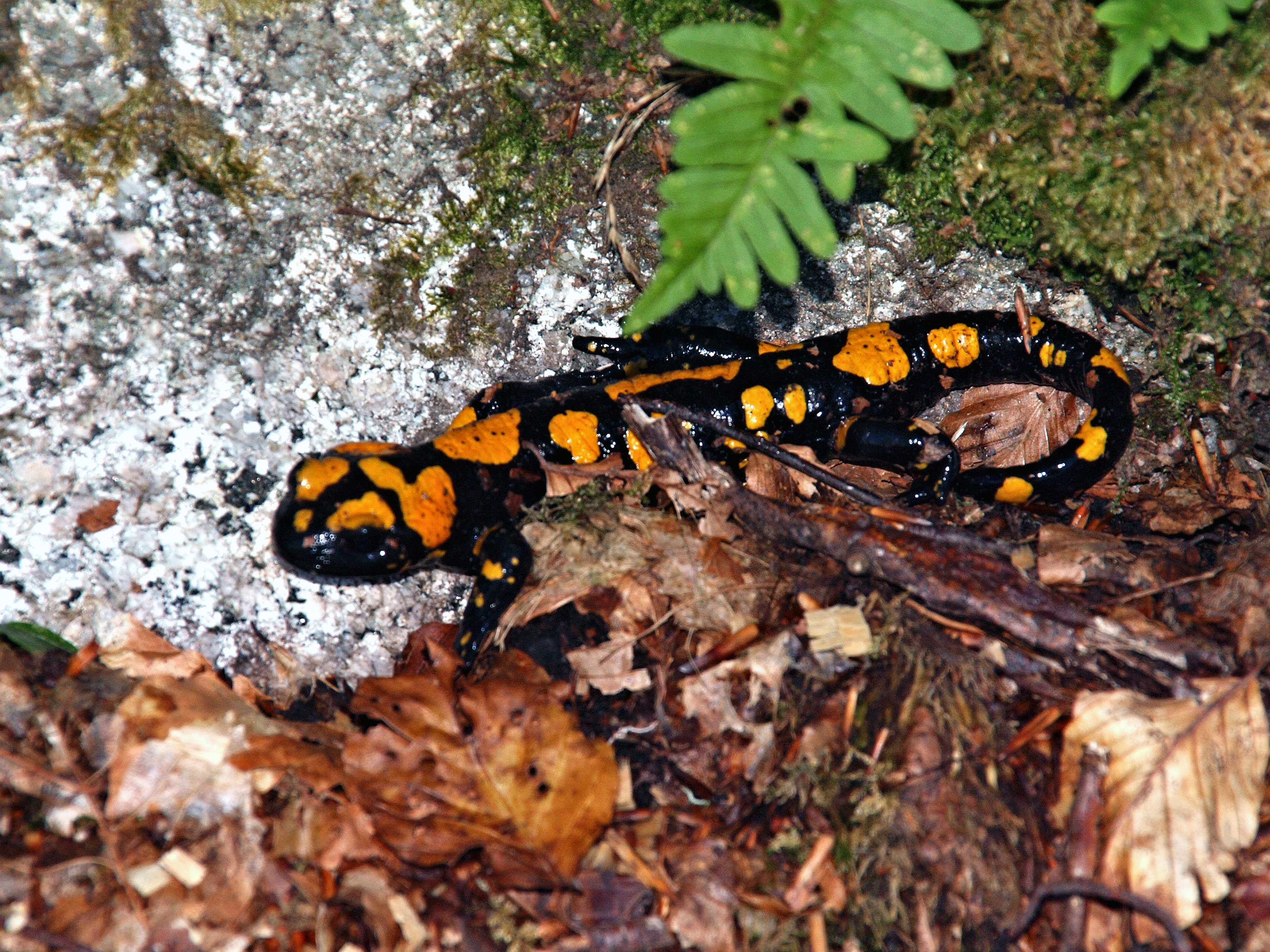
Salamandre de Corse.

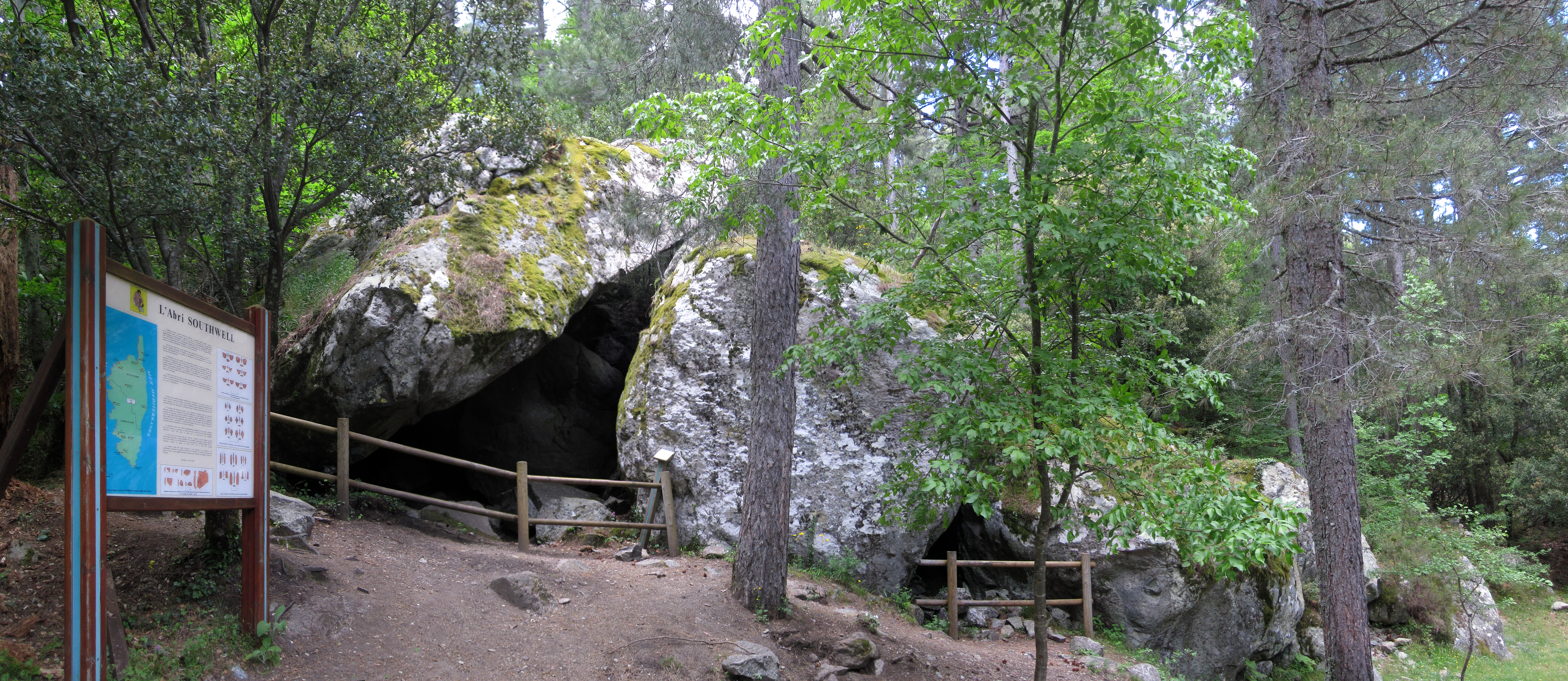
l'abri Southwell.

Les grands mammifères sont absents et les oiseaux rares dans cette forêt. La sittelle corse (Sitta whiteheadi) niche dans les forêts de pin laricio. La présence des becs-croisés des sapins (Loxia curvirostra) et de l'autour des palombes Cyrno–sarde (Accipiter gentilis subsp. arrigonii) a été constatée.
Parmi les amphibiens, la salamandre tachetée de Corse (Salamandra corsica) peut être aperçue dans les milieux forestiers humides qu'elle affectionne.
La forêt recèle une faune et une flore remarquables. Les pistes forestières, interdites à toute circulation motorisée non autorisée, sont prisées des randonneurs et baladeurs en toute saison.
Par temps humide, on peut découvrir des Salamandres de Corse sortant du tapis de feuilles mortes dans la hêtraie. De nombreux champignons apparaissent également dès les premières pluies, en fin du mois d'août comme c'est souvent le cas. Les amanites tue-mouches (amanita muscaria) attirent le regard par la couleur rouge de leur chapeau moucheté d'écailles floconneuses blanches. Sous les feuillus, les bolets (cèpe de Bordeaux (boletus edulis) et cèpe réticulé (boletus aestivalis) régalent les cueilleurs, des clitocybes nébuleux (clitocybe nebularis) en satisfont d'autres ; à cette altitude plus rares sont les hydnes pied-de-mouton (hydnum repandum) et les chanterelles communes (cantharellus cibarius). Sous le couvert des pins, les lactaires délicieux (lactarius deliciosus) et différentes variétés de russules abondent.

## Patrimoine culturel

### A Casetta
Face à la maison forestière de Vizzavona et en contrebas de la route territoriale 20, a été construite une casetta en bois, pour abriter une exposition pédagogique permanente sur la forêt, son histoire et héritage, les métiers de la forêt, l'Office National des Forêts, les devoirs de l'ONF Corse, les travaux en forêt, la faune endémique de Corse, le pin laricio de Corse (A large), la flore endémique de Corse, les forêts publiques de Corse bénéficiant du régime forestier, le site Natura 2000 "les chauves-souris de l'ancien tunnel de Muracciole", etc.
La casetta a la particularité d'avoir une couverture en bois faite de « scandule » (bardeaux). C'est dans les zones boisées granitiques d'Asco au nord jusqu'à Quenza au sud que les scandule étaient utilisées pour la confection des toits de maisons de villages, de bergeries et d'autres bâtiments. Elles étaient confectionnées de bois de châtaignier ou de pin laricio. Cette technique permettait de valoriser des ressources locales. De nos jours, le châtaignier est, avec le chêne, le plus utilisé. Ces matériaux assurent une longévité remarquable et une isolation phonique et thermique élevée.

## Randonnées

### Le GR 20
La forêt est traversée par le fameux sentier de grande randonnée GR20 et sa variante, venant ou allant du refuge de l'Onda aux bergeries de Capanelle via la Cascade des Anglais et le hameau de Vizzavona. Le GR 20 quitte la forêt de Vizzavona à Bocca Palmente (1 635 m) « à cheval » sur Ghisoni et Vivario.

### Le sentier de la Femme perdue
Le sentier de la Femme perdue permet de rejoindre depuis la Foce, la maison forestière en suivant le tracé du GR20. Balisé en jaune, il longe en hauteur la RT20 avant de remonter le cours du ruisseau de Fiuminalto, puis le redescendre en direction de la route forestière de Pinoceti et rejoindre enfin la RT20. Une boucle est possible en retournant au col.
Un autre sentier démarre à la gare de Vizzavona pour atteindre le Monte d'Oro. Il traverse la forêt territoriale jusqu'aux bergeries de Pozzatelli (1 526 m).

### Le sentier archéologique de l'Abri Southwell
Ce sentier de découverte du patrimoine préhistorique, long de 1,6 km environ, démarre de la gare de Vizzavona, longe la voie ferrée en direction du nord-est. Son balisage est constitué de pictogrammes spécifiques à l'archéologie. Il emprunte d'abord une piste forestière longeant le Vecchio puis se poursuit par un sentier jusqu'à l'abri sous de gros rochers formant le toit.